# 山元町
山元町（日语：／ Yamamoto chō */?）是位於日本宮城縣東南邊的町，隸屬於亘理郡。東邊面向太平洋，當地人口主要集中在山下車站和坂元車站的周邊地區。由於山元町氣候溫暖且降雪量少，因此有「東北的湘南」之稱。當地居民在對外通勤與就學上較依賴仙台市和北邊的亘理町。山元町也是宮城縣内主要的草莓生產地之一。

## 地理
山元町境內約33.1%的面積被森林覆蓋，24.5%的土地為農業用地。東邊為面向太平洋的筆直海岸，西部則是阿武隈高地北端的丘陵地帶，並且與丸森町和角田市接壤。

### 氣候
由於山元町地處太平洋沿岸，受到洋流的影響，因此夏季涼爽且冬季降雪量少，氣候也較溫暖。

## 歷史
山元町自古時便有人類居住，境內的遺跡多分佈在阿武隈高地的山麓和其延伸的丘陵地帶的邊緣等地，包括繩紋時代前期的北經塚遺跡、繩紋時代前期至中期的西石山原遺跡，以及繩紋時代後期至晚期的中島貝塚等。
明治22年（1889年）4月1日，日本在當地實施町村制，並將境內的八手庭村、大平村、小平村、鷲足村、山寺村、淺生原村和高瀨村合併成山下村、坂元村和真庭村。昭和30年（1955年），山下村和坂元村合併成現今的山元町。
2011年3月11日的東日本大震災在山元町引發震度6強的地震，並造成當地共637人死亡、2217棟住宅全毀和1085棟住宅嚴重毀損或是半毀。根據統計，當時山元町全區約40%的面積受到海嘯帶來的海水破壞。其中受到破壞的可居住地約佔全境可居住地的60%，受到破壞的農地則約佔轄區總農地面積的70%。

## 行政
現任町長橋元伸一於2022年4月在選舉中當選，其任期將持續至2026年4月。

## 人口
根據宮城縣在2019年3月進行的高齡人口調查顯示，山元町的高齡人口佔全町總人口的39.6%，在縣內的所有行政區中排名第三。
| 山元町人口分布圖 |                                               |  |
| 山元町與日本全國年齡別人口分布比較圖 （2005年資料） | 山元町的年齡、男女別人口分布圖 （2005年資料） |  |
| ■紫色是山元町 ■綠色是全国 | ■藍色是男性 ■紅色是女性                       |  |
| 山元町人口變化 \| 1970年 \| 14,820人 \| \| \| 1975年 \| 15,869人 \| \| \| 1980年 \| 17,630人 \| \| \| 1985年 \| 18,236人 \| \| \| 1990年 \| 18,268人 \| \| \| 1995年 \| 18,815人 \| \| \| 2000年 \| 18,537人 \| \| \| 2005年 \| 17,713人 \| \| \| 2010年 \| 16,704人 \| \| \| 2015年 \| 12,315人 \| \| \| 2020年 \| 12,046人 \| \| |                                               |  |
| 資料來源：日本總務省統計中心提供之人口普查數據 |                                               |  |
| 1970年 | 14,820人                                      |  |
| 1975年 | 15,869人                                      |  |
| 1980年 | 17,630人                                      |  |
| 1985年 | 18,236人                                      |  |
| 1990年 | 18,268人                                      |  |
| 1995年 | 18,815人                                      |  |
| 2000年 | 18,537人                                      |  |
| 2005年 | 17,713人                                      |  |
| 2010年 | 16,704人                                      |  |
| 2015年 | 12,315人                                      |  |
| 2020年 | 12,046人                                      |  |

## 經濟
根據日本2015年的國勢調查統計，山元町的就業人口中約9.3%從事第一級產業，35.4%的就業人口從事第二級產業，其餘的55.3%則從事第三級產業。當地從事第二級產業的就業人口比例較宮城縣高，但從事第三級產業的就業人口比例則較宮城縣低。
農業方面，山元町的西部、中部和東部地區分別種植蘋果、稻米和草莓等農作物，其中蘋果和草莓的產量在宮城縣内名列前茅。東日本大震災過後，山元町的住宅和農業等用地遭受海嘯毀滅性的破壞，因此當地近年來致力於復甦農業。漁業方面，當地的特產為北寄貝等海產，但町内唯一的漁港磯濱漁港也在震災中遭海嘯破壞，因此山元町在震災後也致力於重建。而磯濱漁港已於2015年11月完成修復工程。

## 教育
山元町内内共有1所小學校和1所中學校。根據2021年的統計，境內的小學校共有427名學生，中學校則共有255名學生。

## 交通
國道6號和常磐自動車道皆以南北走向穿越山元町，其中常磐自動車道在轄區內設置山元交流道和山元南智慧型交流道。鐵路方面，東日本旅客鐵道的常磐線通過山元町，並在境內設置山下車站和坂元車站。